# Das Ende einer Welt

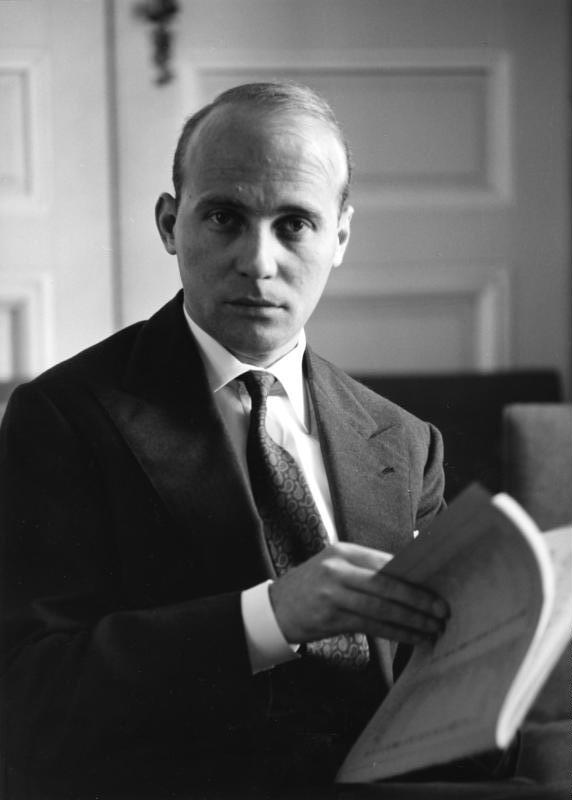
Hans Werner Henze

Das Ende einer Welt (Ett världsslut eller Slutet på en värld) är en radioopera i två akter med prolog och epilog med musik av Hans Werner Henze och libretto av Wolfgang Hildesheimer efter novellen med samma namn från hans samling Lieblose Legenden (1952).

## Historia
Verket har form av en traditionell nummeropera med aria, rondo, barcaroll och cabaletta. Henzes parodiska karaktärer understryks i musiken medelst sådana ovanliga instrument såsom dragspel, okarina, en oktett av jazztrumpeter, tromboner och elgitarr, men även med bisarra ljudeffekter på tre förinspelade band. De flesta av dessa ovanliga instrument, liksom musikbanden, tog Henze bort i den reviderade och förkortade scenversionen av år 1965.
Operan hade premiär den 4 december 1953 på Nordwestdeutscher Rundfunk i Hamburg. Scenversionen hade premiär den 30 november 1965 i Frankfurt am Main.

## Personer
- Signora Sgambati (sopran)
- Markis Montetristo (kontraalt)
- Herr Fallersleben (tenor)
- Dombrowska (tenor)
- Professor Kuntz-Sartori (baryton)
- Golch (bas)

## Handling
På en konstgjord ö i Venediglagunen bor den rike amerikanskfödde markisen Montetristo. Han har samlat en skara gäster för en storslagen fest. Då en flöjtist spelar en pastisch på en sonat från 1700-talet börjar huset rasa samman och ön sakta att sjunka ner i havet. Men gästerna är antingen för dumma eller för väluppfostrade för att märka vad som sker. De ropar förtjust på en repris av sonaten allt medan ön försvinner under vattenytan.